# Ann-Marie Jönsson
Ulla Ann-Marie Jönsson, född 12 oktober 1937 i Västra Skrävlinge församling, Malmöhus län, död 11 april 2009 i Limhamns församling, Malmö, var en svensk bildkonstnär.
Hon började måla i femtioårsåldern efter att ha fått färger och penslar i gåva av sin dotter Annika. Jönsson började som akvarellist men fann och renodlade sedan sin form i oljemåleriet. Hon var som konstnär helt autodidakt. Hon målade oftast landskapsmålningar och motiven är hämtade från naturen och hennes nära omgivning. Hon har ställt ut bland annat i Malmö, på Hven, Stockholm, Oslo och i Chicago. Genombrottet kom när hon medverkade med sina illustrationer i Den Svenska Sångboken som trycktes i 500 000 exemplar. Hon illustrerade även Barnens sångbok, Hemmets Journals årskalender, Allt om Trädgård och flera andra tidskrifter. Jönsson är gravsatt i minneslunden på Limhamns kyrkogård i Malmö.